# Isolotti Balabra
Gli isolotti Balabra o scogli Balabra (in croato Balabra Velika e Balabra Mala) sono due isolotti disabitati della Dalmazia settentrionale, in Croazia, situati a nord-ovest di Sit, nel mar Adriatico; fanno parte delle isole Incoronate. Amministrativamente appartengono al comune Morter-Incoronate, nella regione di Sebenico e Tenin.

## Geografia
I due Balabra si trovano nella parte meridionale del canale di Mezzo (Srednji kanal) tra le isole di Laudara e Pasman, vicino alla parte settentrionale di Sit e a nord-nord-est di Curba Piccola.
- Balabra Grande[5] o Balabne[6][7] (Balabra Velika o Vela) è un isolotto dalla forma molto allungata; misura circa 980 m[1] di lunghezza, ha un'area di 0,167 km²[8], uno sviluppo costiero di 2,23 km[8] e un'altezza di 29 m[1]. Si trova circa 330 m a nord-ovest della punta settentrionale di Sit, diviso dal canale Bela Boka.
- Balabra Piccola[5] (Balabra Mala), è un piccolo scoglio di circa 120 m di lunghezza[1]. Ha un'area di 6442 m²[4], uno sviluppo costiero di 308 m[4] e un'altezza di 7,3 m[1]; si trova circa 900 m[1] a nord della punta settentrionale di Sit e a 2,3 km[1] da Pasman. Lo scoglio ha un segnale luminoso[9] 43°56′47″N 15°16′47″E.

### Isole adiacenti
- Lazzaretto[6][7] o Busicovaz[3] (Božikovac), scoglio rotondeggiante, misura circa 130 m[1] di diametro, ha un'area di 0,0109 km²[4], uno sviluppo costiero di 393 m[4] e un'altezza di 9,8 m[1]; si trova 1,4 km[1] a sud-ovest 43°55′57″N 15°15′09″E.
- Curba Piccola (Kurba Mala), a sud di Balabra Grande, a circa 1,5 km[1] di distanza.
- Scoglich[3] (Pelin), piccolo scoglio con un'area di 2784 m²[4], 1,2 km a sud, tra Curba Piccola e Brusgnacco 43°55′33.24″N 15°16′32.08″E.
- Brisgnago (Brušnjak), a sud a circa 1,2 km[1].
- Boronigo[2][10] o Gorovnik[3] (Borovnik), isolotto di forma triangolare, misura circa 220 m[1], ha una superficie di 0,033 km²[4], uno sviluppo costiero di 725 m[4] e un'altezza di 24 m; si trova a nord-est di Brusgnacco 43°55′37″N 15°17′16″E. Tra Boronigo e Brusgnacco c'è uno scoglio che li collega e in alcune vecchie mappe erano segnati come un unico isolotto chiamato Bruch[6][7].

### Cartografia
- (HR) Mappa topografica della Croazia 1:25000, su preglednik.arkod.hr. URL consultato il 6 agosto 2017.
- G. Giani, Carta prospettiva delle Comuni censuarie della Dalmazia, foglio 2, 1839. Fondo Miscellanea cartografica catastale, Archivio di Stato di Trieste.
- Carta di cabottaggio del mare Adriatico, foglio VII, Milano, Istituto geografico militare, 1822-1824. URL consultato il 6 agosto 2017 (archiviato dall'url originale il 13 aprile 2013).